# William Fairbanks
William Fairbanks (nascido Carl Ullman; 24 de maio de 1894 – 1 de abril de 1945) foi um ator e produtor de cinema estadunidense que ficou famoso por seus papéis em filmes mudos de aventura e comédia. Foi considerado um dos maiores astros de Hollywood da era do cinema mudo e um precursor dos filmes de ação modernos. Fundou sua própria companhia de produção, a Fairbanks Pictures Corporation, e foi casado com a atriz Mary Pickford, com quem formou um dos primeiros casais-celebridades do cinema. Também foi um dos fundadores da United Artists, uma empresa independente de distribuição de filmes, e da Academia de Artes e Ciências Cinematográficas, que organiza o Oscar. Morreu de um ataque cardíaco em 1945, aos 51 anos.